# Cé Bhréannain
Cé Bhréannain (en anglès Brandon) és una ciutat d'Irlanda, al comtat de Kerry, a la província de Munster, a la costa nord de la península de Dingle, als peus de la Muntanya Brandon i de la badia de Brandon. Cap al juliol s'ha recuperat l'antiga festivitat celta Lughnasad.

## Agermanaments
- Plozévet (Plozeved) juntament amb An Clochán